# دهستان مهران
دهستان مهران، یکی از دهستان‌های بخش مهران شهرستان بندر لنگه در استان هرمزگان ایران است. مرکز این دهستان، روستای پدل است.

## جمعیت
بر پایه سرشماری عمومی نفوس و مسکن در سال ۱۳۹۵، جمعیت دهستان مهران برابر با ۱۰٬۳۰۴ نفر بوده‌است.